# Дар'ївська волость
Дар'ївська волость — історична адміністративно-територіальна одиниця Міуського, потім Таганрізького округу Області Війська Донського з центром у слободі Дар'ївка.
Станом на 1873 рік складалася зі слободи та 4 селищ. Населення — 2628 осіб (1332 чоловічої статі та 1296 — жіночої), 384 дворових господарства і 1 окремий будинок.
Поселення волості:
- Дар'ївка — слобода над річкою Нагольна за 180 верст від окружної станиці та за 40 верст від Єсаулівської поштової станції, 537 осіб, 84 дворових господарства, у господарствах налічувалось 21 плуг, 20 коней, 86 пар волів, 288 звичайних і 1200 тонкорунних овець;
- Платонів — селище над річкою Нагольна за 172 верст від окружної станиці та за 33 верст від Єсаулівської поштової станції, 494 особи, 68 дворових господарств;
- Благівське — селище над річкою Нагольна за 173 верст від окружної станиці та за 35 верст від Єсаулівської поштової станції, 467 осіб, 64 дворових господарств;
- Новодар'ївське — селище над річкою Нагольна за 176 верст від окружної станиці та за 56 версти від Єсаулівської поштової станції, 523 особи, 81 дворове господарство;
- Марьївське — селище над річкою Нагольна за 178 верст від окружної станиці та за 38 версти від Єсаулівської поштової станції, 774 особи, 97 дворових господарств й 1 окремий будинок;

Старшинами волості були:
- 1905 року — Іван Васильович Шумченко[2];
- 1907 року — Василь Іванович Шкурка[3].
- 1912 року — В. Л. Василенко[4].